# Ijimaia fowleri
Ijimaia fowleri is een straalvinnige vissensoort uit de familie van diepzeekwabben (Ateleopodidae). De wetenschappelijke naam van de soort is voor het eerst geldig gepubliceerd in 1935 door Howell Rivero.